# عداني العيب (مسلسل)
عداني العيب، مسلسل كويتي، من كتابة علي الدوحان، وإخراج محمود الدوايمة.

## قصة المسلسل
يتحدث المسلسل عن قصة «فطيم» التي تعيش وحيدة في منزل تمتلكه وتحرم على نفسها أبسط أساسيات الحياة رغم امتلاكها للمال، وتعيش على طلب الصدقة والمساعدة، وضم صديقتها المقربة «فراشة»، والشاب «راشد» الذي كان يعطف عليها وكان يحاول تقديم يد العون لها من باب عطف عليها لافتقاده إحساس الأمومة.
تغيرت حياة «فطيم» عند وصول المستأجرين الجدد «عائلة خميس» للبيت المقابل لمنزلها، وعلى مدار الحلقات، كان «راشد» يرغب في الارتباط بـ«قمر»، ولكن قد واجهتهما عقبات، وكانت «فراشة» تبحث عن الارتباط برجل أعمال وتحقيق نجاحها وواقع حياتها، و«شمس» التي تبحث عن حياة الأثرياء دون مجهود من خلال الارتباط برجل ثري.

## الممثلون
- إلهام الفضالة، بدور «فطيم/فاطمة».
- أحمد السلمان، بدور «خميس».[4]
- يعقوب عبد الله، بدور «راشد».
- شهد الياسين، بدور «قمر».
- غدير السبتي، بدور «فراشة/ فرح».
- شيلاء سبت، بدور «شمس».[5]
- جنى الفيلكاوي، بدور «ونس».
- عهود السامر، بدور «نبعة».
- أسامة المزيعل، بدور «بحر».
- صمود، بدور «سهام».
- رهف جيتارا، بدور «جوري».
- أحمد البارود، وهو «ضيف شرف».[6][7]
- انتصار الشراح وهي «ضيفة شرف».